# Нептунат(VI) калия
Нептунат(VI) калия — неорганическое соединение,
комплексный оксид нептуния и калия
с формулой K2NpO4,
кристаллы.

## Физические свойства
Нептунат(VI) калия образует кристаллы
ромбической сингонии, пространственная группа I 4/mmm, параметры ячейки a = 0,4299 нм, c = 1,315 нм, Z = 2.